# Cavaion Veronese
Cavaion Veronese là một đô thị ở tỉnh Verona trong vùng Veneto của Ý, có cự ly khoảng 120 km về phía tây của Venice và khoảng 20 km về phía tây bắc của Verona. Tại thời điểm ngày 31 tháng 12 năm 2004, đô thị này có dân số 4.459 người và diện tích là 12,9 km².
Đô thị Cavaion Veronese có các frazione (subdivision) Sega.
Cavaion Veronese giáp các đô thị: Affi, Bardolino, Pastrengo, Rivoli Veronese, và Sant'Ambrogio di Valpolicella.

## Thành phố kế nghĩa
- - Bad Aibling, Bavaria, Đức, từ năm 2006